# Lana Bastašić
Lana Bastašić, bosanska pisateljica in prevajalka, * 27. avgust 1986, Zagreb.

## Biografija
Lana Bastašić se je rodila v srbski družini v Zagrebu. Kot otrok se je preselila v Slovenijo, nato pa v Bosno in Hercegovino. Študirala je angleščino na Univerzi v Banjaluki in na Univerzi v Beogradu magistrirala iz kulturnih študij. Po končanem študiju je odšla v Prago, nato pa v Barcelono, kjer je živela vrsto let. Tam je bila urednica literarno revijo Carn de cap (dobesedno »Meso glave«). Od leta 2016 vodi šolo kreativnega pisanja Escola Bloom, soustanovila pa je tudi projekt 3+3 sisters za promocijo balkanskih pisateljic.
Poleg romana je Lana Bastašić pisala različne žanre: kratke zgodbe, otroške zgodbe, poezijo in igre. Njen roman prvenec Ujemi zajca (v izvirniku Uhvati zeca) je izšel leta 2018 v Beogradu in pozneje v Sarajevu. Knjiga, ki obravnava teme izgnanstva in identitete, je podobno kot Alica v čudežni deželi Lewisa Carrolla razdeljena na dvanajst poglavij. Roman je pisateljica sama prevedla v angleščino. Leta 2021 je izšel v slovenskem prevodu Dijane Matković.
Leta 2020 je prejela nagrado Evropske unije za književnost in bila v ožjem izboru za nagrado srbskega tednika NIN. Njene zgodbe so bile objavljene tudi v regionalnih antologijah in so ji prinesle nagrade, kot sta nagrada Zije Dizdarevića za najboljšo kratko zgodbo in nagrada žirije literarnega festivala v Podgorici. Kritiki v njenih literarnih delih prepoznavajo vpliv Elene Ferrante, Lewisa Carrolla in Vladimirja Nabokova.
Je med podpisniki Deklaracije o skupnem jeziku Bošnjakov, Hrvatov, Črnogorcev in Srbov. Decembra 2023 je prekinila pogodbo z nemško založbo S. Fischer ter jo obtožila molka ob genocidu v Gazi in cenzure propalestinskih stališč v Nemčiji. Mesec pozneje je razkrila, da so ji zaradi te poteze preklicali vabilo na salzburški literarni festival. Obrazložitev organizatorjev je bila, da bi njena udeležba pomenila »tiho strinjanje s stališči avtorice /.../ zaradi česar bi bila posledično v ospredju politična stališča, ne literatura«.

### Romani
- Trajni pigmenti, 2010
- Vatrometi, 2013
- Mliječni zubi, 2020

### Zbirke zgodb
- Uhvati zeca, 2018 (prevod: Ujemi zajca, 2021)